# Reprezentacja Związku Radzieckiego w hokeju na lodzie mężczyzn
Reprezentacja ZSRR w hokeju na lodzie mężczyzn – kadra ZSRR w hokeju na lodzie.

## Historia
W okresie po II wojnie światowej kadra ZSRR była jedną z najlepszych drużyn hokejowych na świecie. Reprezentacja była członkiem IIHF od 1956 roku do 1992 roku. W całej swojej historii rozegrała 900 spotkań, z czego wygrała 725 spotkań. ZSRR wystąpił na 9 igrzyskach olimpijskich, gdzie 7 razy zdobywał złoty medal, z 34 występów na Mistrzostwach Świata złoto zdobywał 22 razy. Reprezentacja wielokrotnie brała udział w turniejach Challenge Cup 1979, Summit Series, Super Series, Rendez-vous ’87.
Z reprezentacją Polski ekipa ZSRR rozegrała 33 spotkania, z czego wygrała 32, a przegrała 1 (podczas Mistrzostw Świata w 1976 w Katowicach 4:6). Po rozpadzie ZSRR reprezentacja przestała istnieć. Na Zimowych Igrzyskach Olimpijskich w 1992 kadra wystąpiła pod szyldem Wspólnoty Niepodległych Państw (WNP), gdzie zdobyła złoty medal.

## Osiągnięcia
| - 1954 – Złoty medal - 1955 – Srebrny medal - 1956 – Złoty medal - 1957 – Srebrny medal - 1958 – Srebrny medal - 1959 – Srebrny medal - 1960 – Brązowy medal - 1961 – Brązowy medal - 1962 – Nie uczestniczyli - 1963 – Złoty medal - 1964 – Złoty medal - 1965 – Złoty medal - 1966 – Złoty medal - 1967 – Złoty medal - 1968 – Złoty medal - 1969 – Złoty medal - 1970 – Złoty medal |  | - 1971 – Złoty medal - 1972 – Srebrny medal - 1973 – Złoty medal - 1974 – Złoty medal - 1975 – Złoty medal - 1976 – Srebrny medal - 1977 – Brązowy medal - 1978 – Złoty medal - 1979 – Złoty medal - 1981 – Złoty medal - 1982 – Złoty medal - 1983 – Złoty medal - 1985 – Brązowy medal - 1986 – Złoty medal - 1987 – Srebrny medal - 1989 – Złoty medal - 1990 – Złoty medal - 1991 – Brązowy medal |  | - 1976 – 3. miejsce - 1981 – 1. miejsce - 1984 – 3. miejsce - 1987 – 2. miejsce - 1991 – 5. miejsce - 1956 – Złoty medal - 1960 – Brązowy medal - 1964 – Złoty medal - 1968 – Złoty medal - 1972 – Złoty medal - 1976 – Złoty medal - 1980 – Srebrny medal - 1984 – Złoty medal - 1988 – Złoty medal |

## Szkoleniowcy
Najbardziej utytułowanym selekcjonerem reprezentacji ZSRR był Wiktor Tichonow, który rozegrał ponad połowę (413) wszystkich meczów granych przez reprezentację ZSRR (338 zwycięstw, 31 remisów, 44 porażki).
| Okres urzędowania | Okres urzędowania | Selekcjoner        | Uwagi |
| ----------------- | ----------------- | ------------------ | --- |
| 1953              | 1953              | Anatolij Tarasow   | Pierwszy trener reprezentacji ZSRR. |
| 1953              | 1957              | Arkadij Czernyszow | 294 mecze, mistrzostwo olimpijskie 1956, 2 × mistrzostwo świata (1954, 1956), 2 × wicemistrzostwo świata (1955, 1957). |
| 1958              | 1960              | Anatolij Tarasow   | 39 meczów, brązowy medal igrzysk olimpijskich 1960, 2 × wicemistrzostwo świata (1958, 1959). |
| 1960              | 1972              | Arkadij Czernyszow | 3 × mistrzostwo olimpijskich (1964–1972), 9 × mistrzostwo świata (1963–1971), wicemistrzostwo świata 1972, brązowy medal mistrzostw świata 1961.                                                                              |
| 1967              | 1967              | Władimir Jegorow   | 3 mecze podczas Turnieju 50. Rocznicy Rewolucji Październikowej w Moskwie. |
| 1972              | 1974              | Wsiewołod Bobrow   | 71 meczów, 2 × mistrzostwo świata (1973, 1974) |
| 1974              | 1977              | Boris Kulagin      | 80 meczów, mistrzostwo olimpijskie 1976, mistrzostwo świata 1975, wicemistrzostwo świata 1976, brązowy medal mistrzostw świata 1977.                                                                                          |
| 1977              | 1991              | Wiktor Tichonow    | 413 meczów, 2 × mistrzostwo olimpijskich (1984, 1988), wicemistrzostwo olimpijskie 1980, 8 × mistrzostwo świata (1978–1983, 1986, 1989, 1990), wicemistrzostwo świata 1987, 2 × brązowy medal mistrzostw świata (1985, 1991). |

## Hokeiści
| - Helmuts Balderis - Wsiewołod Bobrow - Wiaczesław Bykow - Walerij Charłamow - Wiaczesław Fietisow - Anatolij Firsow - Walerij Kamienski - Aleksiej Kasatonow - Władimir Krutow - Igor Łarionow - Siergiej Makarow - Aleksandr Malcew - Boris Michajłow - Władimir Pietrow - Aleksandr Ragulin - Władisław Trietjak - Walerij Wasiljew - Aleksandr Jakuszew |  | - Aleksandr Malcew – 213 goli - Boris Michajłow – 207 goli - Walerij Charłamow – 193 gole - Władimir Pietrow – 189 goli - Siergiej Makarow – 189 goli - Władimir Krutow – 150 goli - Wiaczesław Starszynow – 149 goli - Aleksandr Jakuszew – 145 goli - Anatolij Firsow – 134 gole - Siergiej Kapustin – 120 goli |